# Tổn thất vô ích do thuế
Tổn thất vô ích do thuế hay tổn thất xã hội do thuế (tiếng Anh: Deadweight loss) trong kinh tế vi mô được định nghĩa là độ giảm của tổng thặng dư xã hội, bao gồm thặng dư nhà sản xuất, thặng dư người tiêu dùng và thặng dư chính phủ, gây ra do việc đánh thuế. Tổn thất vô ích do thuế cũng là một loại thất bại của thị trường.

## Sự hình thành tổn thất tải trọng do thuế

Phương trình xác định giá trị tổn thất tải trọng do thuế:
Tổn thất tải trọng do thuế = (thặng dư người tiêu dùng + thặng dư nhà sản xuất + thặng dư của chính phủ)trước khi đánh thuế - (thặng dư người tiêu dùng + thặng dư nhà sản xuất + thặng dư của chính phủ)sau khi đánh thuế 
Để phân tích sự hình thành tổn thất tải trọng do thuế, hãy xem xét sự thay đổi của các thặng dư trước và sau khi có thuế. Trước hết cùng làm rõ một số khái niệm:
- thặng dư người tiêu dùng

Thặng dư người tiêu dùng = số tiền họ sẵn sàng trả cho một loại hàng hóa - số tiền họ thực sự trả
- thặng dư nhà sản xuất

Thặng dư nhà sản xuất = số tiền họ nhận được - chi phí sản xuất
- thặng dư của chính phủ

Thặng dư của chính phủ = số tiền thu được từ thuế
1. Bước 1. Trước khi đánh thuế

Giao điểm của đường cung và đường cầu quyết định lượng hàng hóa được tiêu dùng và sản xuất tại Q1, giá cả hàng hóa tại P1. (Q1,P1) được gọi là điểm cân bằng. Tại điểm này thặng dư người tiêu dùng được xác định bằng diện tích A+B+C, thặng dư nhà sản xuất bằng diện tích D+E+F, thặng dư của chính phủ bằng 0 vì thu nhập từ thuế bằng 0. Như vậy, tổng thặng dư xã hội bằng diện tích A+B+C+D+E+F. Nói cách khác, nó chính là phần diện tích nằm giữa đường cung và đường cầu
1. Bước 2. Sau khi đánh thuế T lên mỗi đơn vị hàng hóa tiêu thụ

Dưới tác dụng của thuế, lượng hàng tiêu thụ giảm từ Q1 về Q2. Giá cả người tiêu dùng phải trả tăng từ P1 lên Pb, giá cả nhà sản xuất thu được từ việc bán hàng hóa giảm từ P1 xuống Ps. Hơn nữa, sự chênh lệch giữa Ps và Pb cũng chính bằng quy mô đánh thuế T. Đặc điểm này được giải thích rõ rãng khi kiểm tra [[tác động của thuế tới những đối tượng tham gia thị trường. Do đó, thặng dư của người tiêu dùng lúc này chỉ còn diện tích A giảm đi (B+C), thặng dư nhà sản xuất cũng giảm, chỉ còn phần diện tích F - giảm đi (D+E). Nhưng lúc này thặng dư của chính phủ tăng lên, chính bằng nguồn thu từ thuế được xác định bằng quy mô thuế X lượng hàng tiêu thụ, nói cách khác, thặng dư chính phủ là phần diện tích B+D. Như vậy, tổng thặng dư xã hội sau đánh thuế = A+F+(B+D)
Bây giờ có thể nhận thấy tổng thặng dư xã hội sau đánh thuế đã giảm đi phần diện tích (C+E) so với trước đánh thuế, đây cũng chính là quy mô tổn thất tải trọng do thuế.

## Tại sao thuế gây ra tổn thất tải trọng
Một trong mười nguyên lý kinh tế học đã chỉ ra rằng mọi người phản ứng với các kích thích. Khi chính phủ đánh thuế hàng hóa, nó tạo ra kích thích người mua tiêu dùng ít hơn và người bán sản xuất ít hơn so với mức cân bằng trong thị trường cạnh tranh. Khi mọi người phản ứng với các kích thích, làm cho thị trường tái phân bổ nguồn lực một cách không hiệu quả và gây ra tổn thất tải trọng.

## Yếu tố quyết định tổn thất tải trọng do thuế
Độ co giãn theo giá cả của cung và cầu quyết định tổn thất tải trọng do thuế.
Khi cung ít co giãn, tổn thất tải trọng của thuế nhỏ.
Khi cung tương đối co giãn, tổn thất tải trọng của thuế lớn.
Khi cầu tương đối co giãn, tổn thất tải trọng của thuế nhỏ.
Khi cầu ít co giãn, tổn thất tải trọng của thuế lớn.